# Alcázar von Segovia

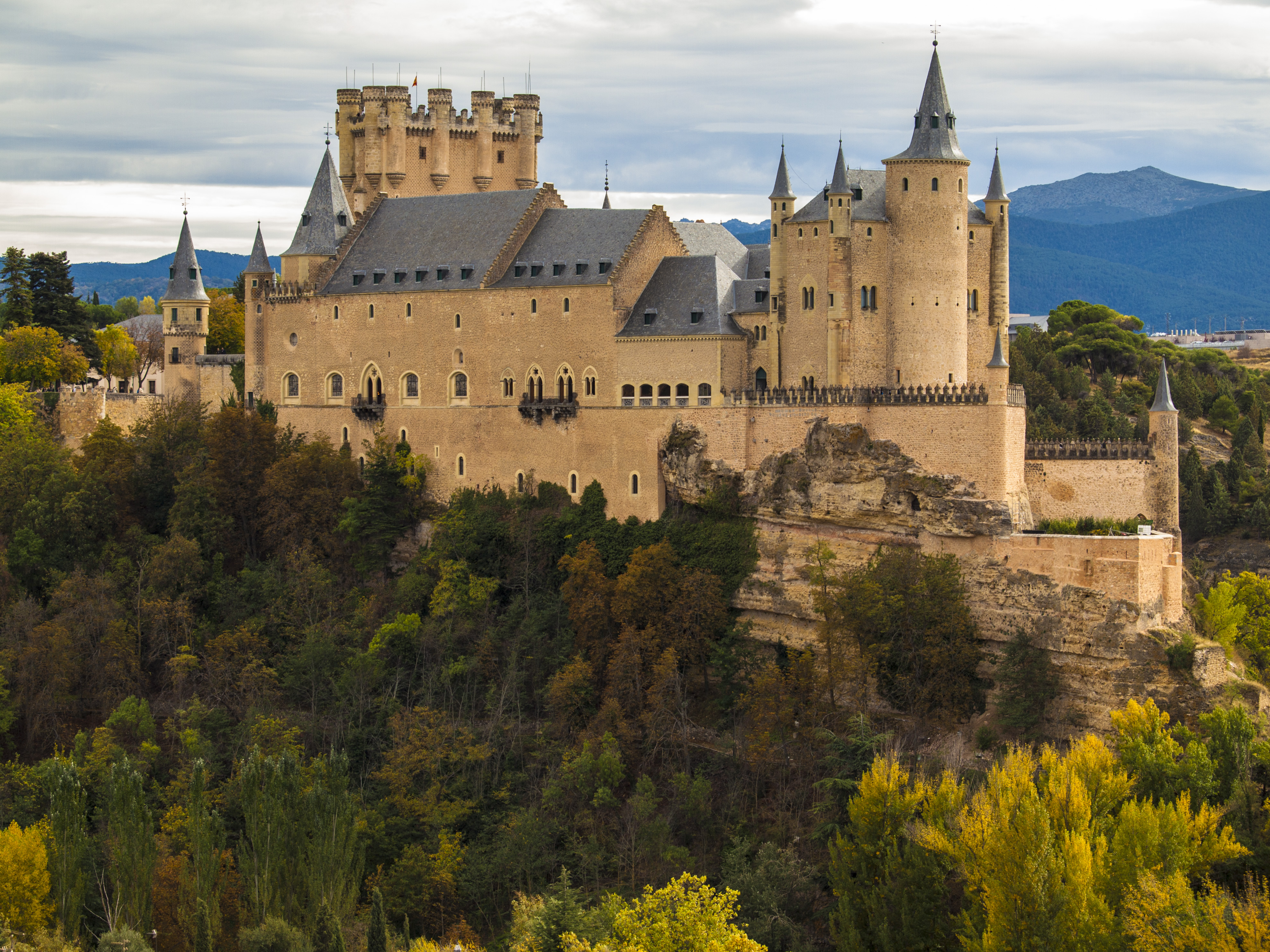
Alcázar von Segovia

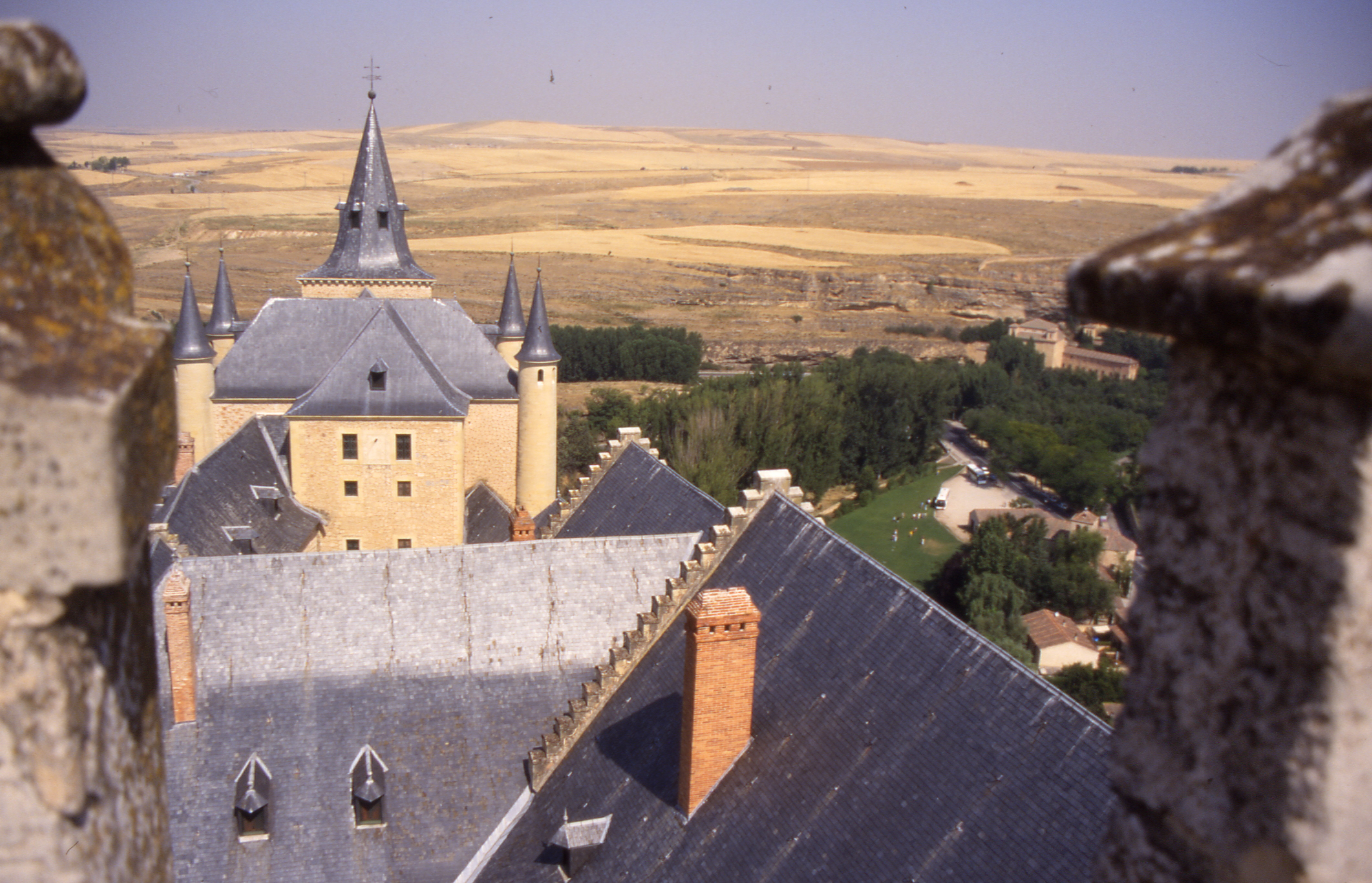
Blick vom Alcázar von Segovia

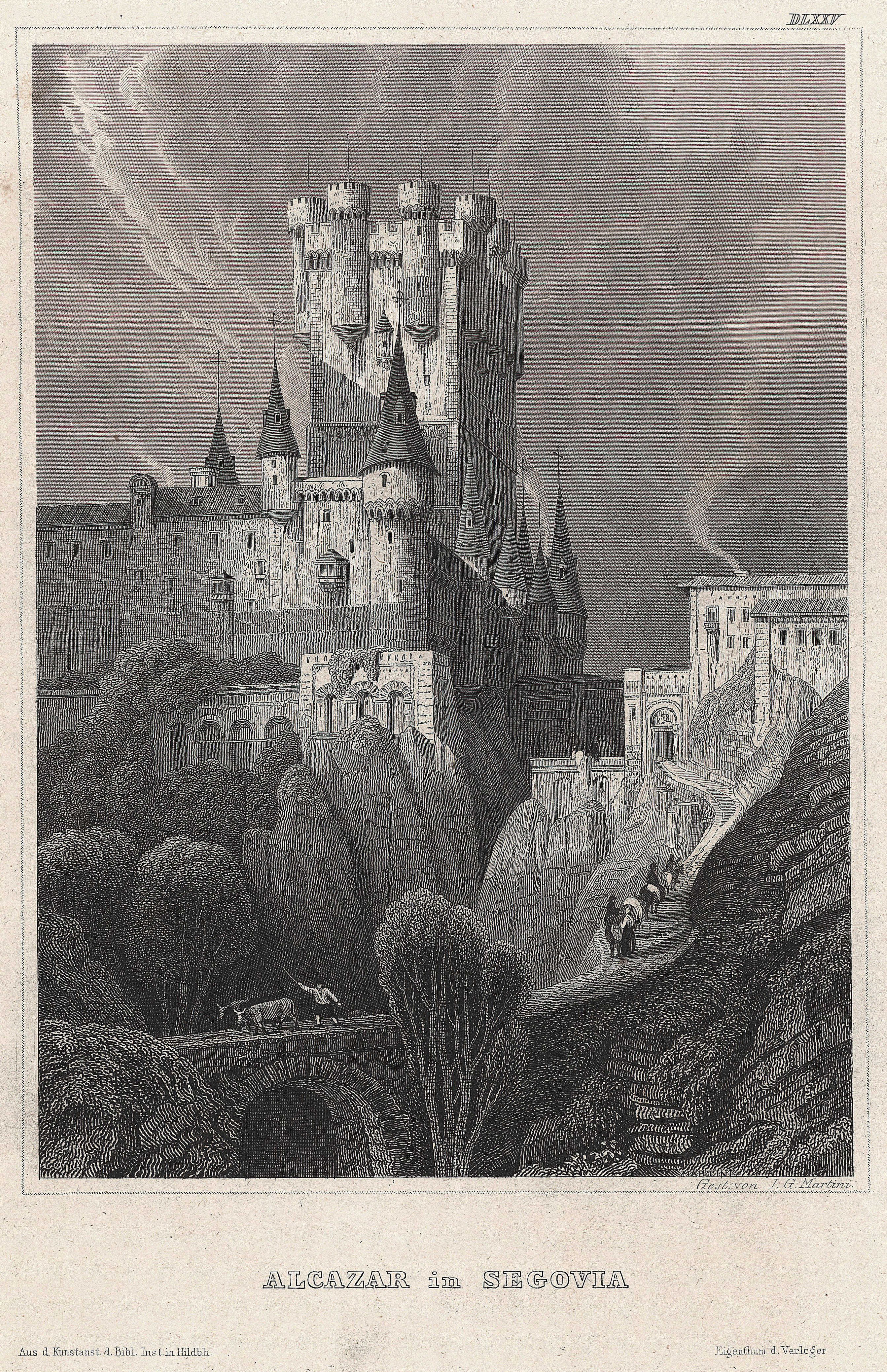
Der Alcázar auf einem Stahlstich von 1848

Der Alcázar von Segovia ist eine Burg in der spanischen Stadt Segovia in der autonomen Gemeinschaft Kastilien-León.

## Geschichte
Der Alcázar von Segovia zählt zu den bekanntesten Burgen in Spanien. Der Baubeginn wird auf das 11. Jahrhundert datiert, nachdem die Christen im Zuge der Reconquista die Kontrolle über Segovia erlangt hatten. Der Bauherr war Alfons VI. Die Burg wurde auf einem schmalen Bergrücken zwischen den Flüssen Eresma und Clamores errichtet. Dadurch wurde die Errichtung einer Motte und eines Ringgrabens obsolet. Segovia war im Laufe der Jahrhunderte immer wieder Residenz der spanischen Könige. So fügten viele Herrscher immer neue Merkmale und individuelle Bauvorstellungen in die Burganlage ein. Bestes Beispiel ist der massive rechteckige Donjon gegenüber dem alten runden. Johann II. ließ ihn im 15. Jahrhundert errichten. Auf dem Foto ist dieser Donjon im Hintergrund gerade noch zu erkennen.
Der Donjon hat zwölf einzelne Türme an der Oberkante, gleichzeitig Aussichtsterrasse. Unterhalb der Türme sind gesondert mehrere Pechnasen angebracht. Chroniken zufolge beherbergte er mehrere Wohnräume.
Der Rundgang durch die weiteren Gebäude des Schlosses führt über Waffensaal und Thronsaal zu dem „Saal der Könige“. Dieser Saal war einer der sechs Festsäle der Burg, in dem von Beginn an 34 Goldstatuen spanischer Könige aufgestellt waren. Philipp II. erweiterte diese Sammlung auf 56 Stück.
Eine wirkliche Ringmauer gibt es nicht. Die Anlage ist in sich allerdings so massiv und schwer zugänglich, dass eine zusätzliche Ringmauer nur unnötige Kosten verursacht hätte. Wohl aber hat man auf dem Zugangsweg eine kleinere Mauer mit einem turmbewehrten Torhaus gebaut.
Eine enge Passage führt in den alten Hof mit dem alten runden Donjon. Das Innere der Burg wurde 1862 durch ein Feuer beschädigt, doch teilweise restauriert.
Zum ersten Mal wird der Alcázar in einem Dokument aus dem 12. Jh. genannt, kurz nach der Wiedereroberung der Stadt durch Alfons VI. Während des Mittelalters war die Festung bevorzugte Wohnburg der kastilischen Könige. Isabella die Katholische ritt von dort aus am 13. Dezember 1474 zur Plaza Mayor, um sich zur rechtmäßigen Königin proklamieren zu lassen. Im „Galeerensaal“, benannt nach seiner Deckenstruktur in Form eines umgedrehten Schiffsrumpfes, deutet ein modernes Wandgemälde des zeitgenössischen Malers Muñoz de Pablos auf dieses Ereignis hin.
In der kleinen Kapelle des Alcázars fand 1570 die Vermählung Philipps II. mit Anna von Österreich statt.
Der Alcázar diente als Inspiration für das Schloss im ehrenoscarausgezeichneten Zeichentrickfilm Schneewittchen und die sieben Zwerge (1937).

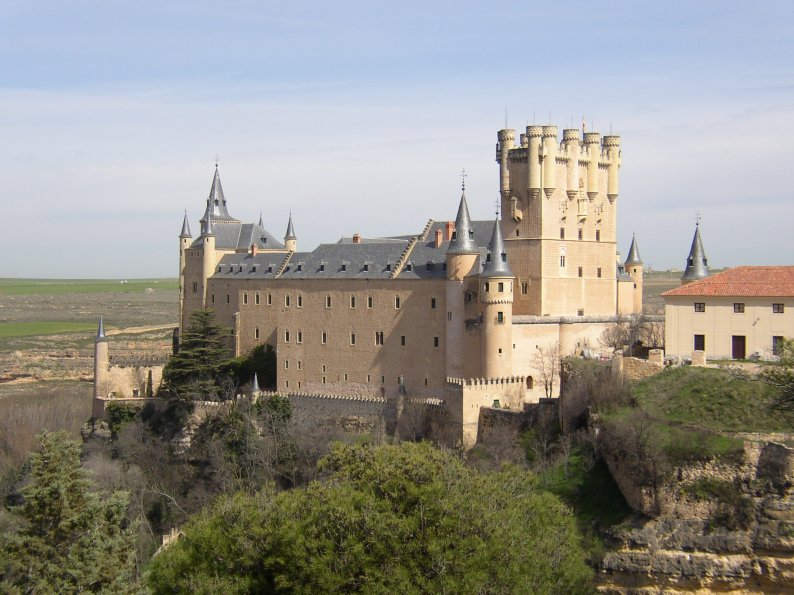
Außenansicht
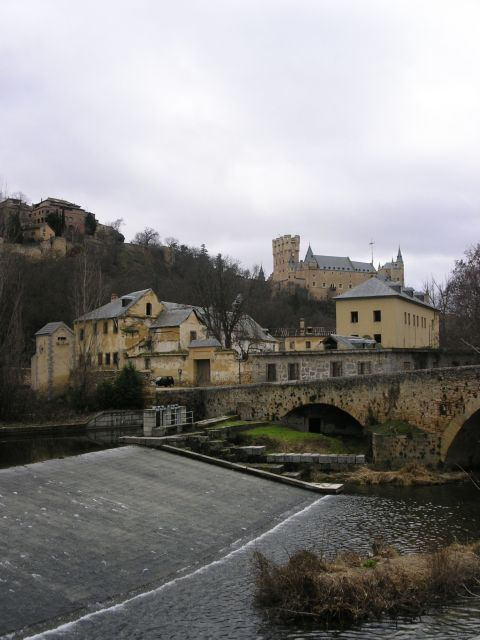
Alcazar
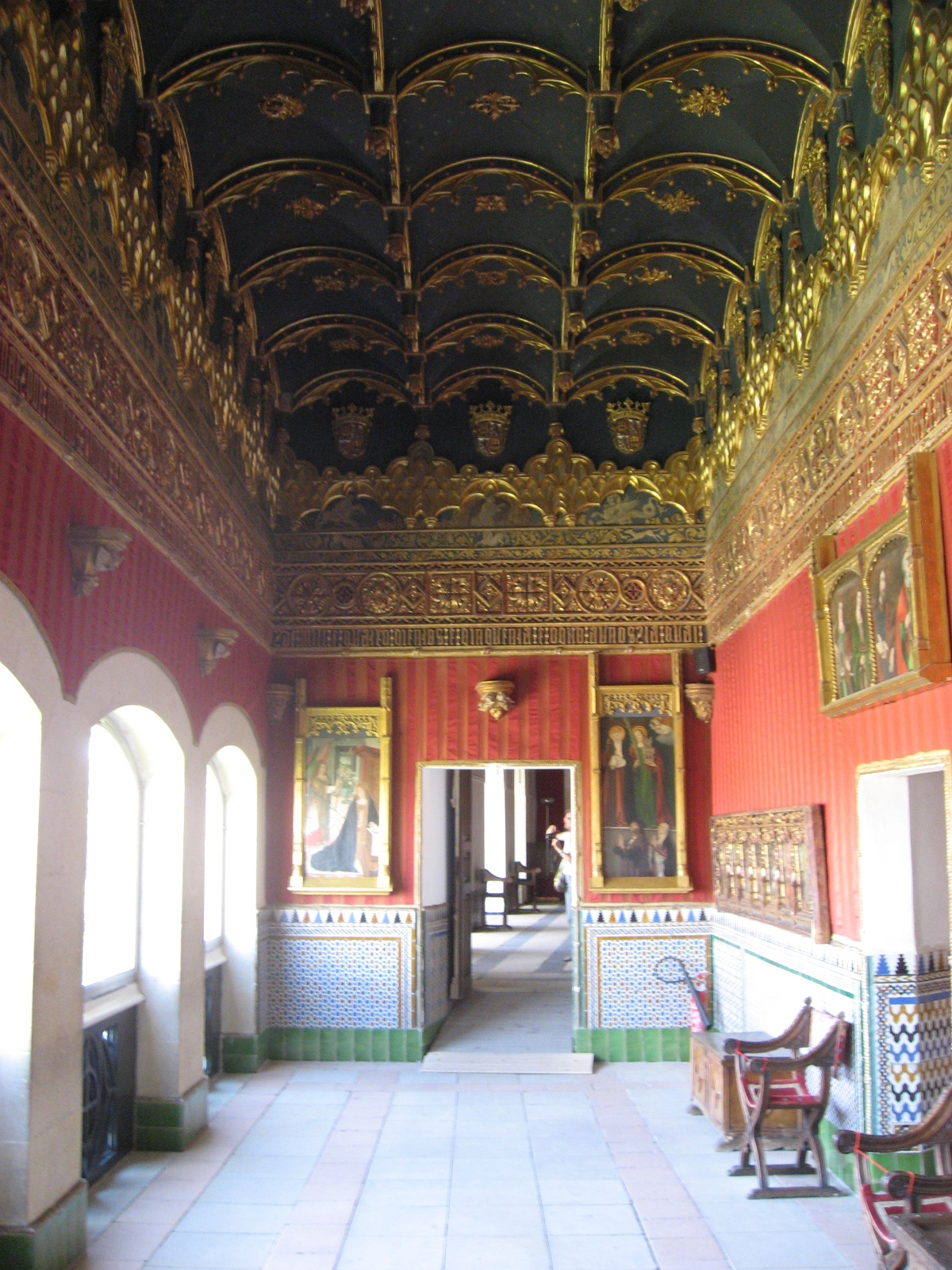
Sala del cordón
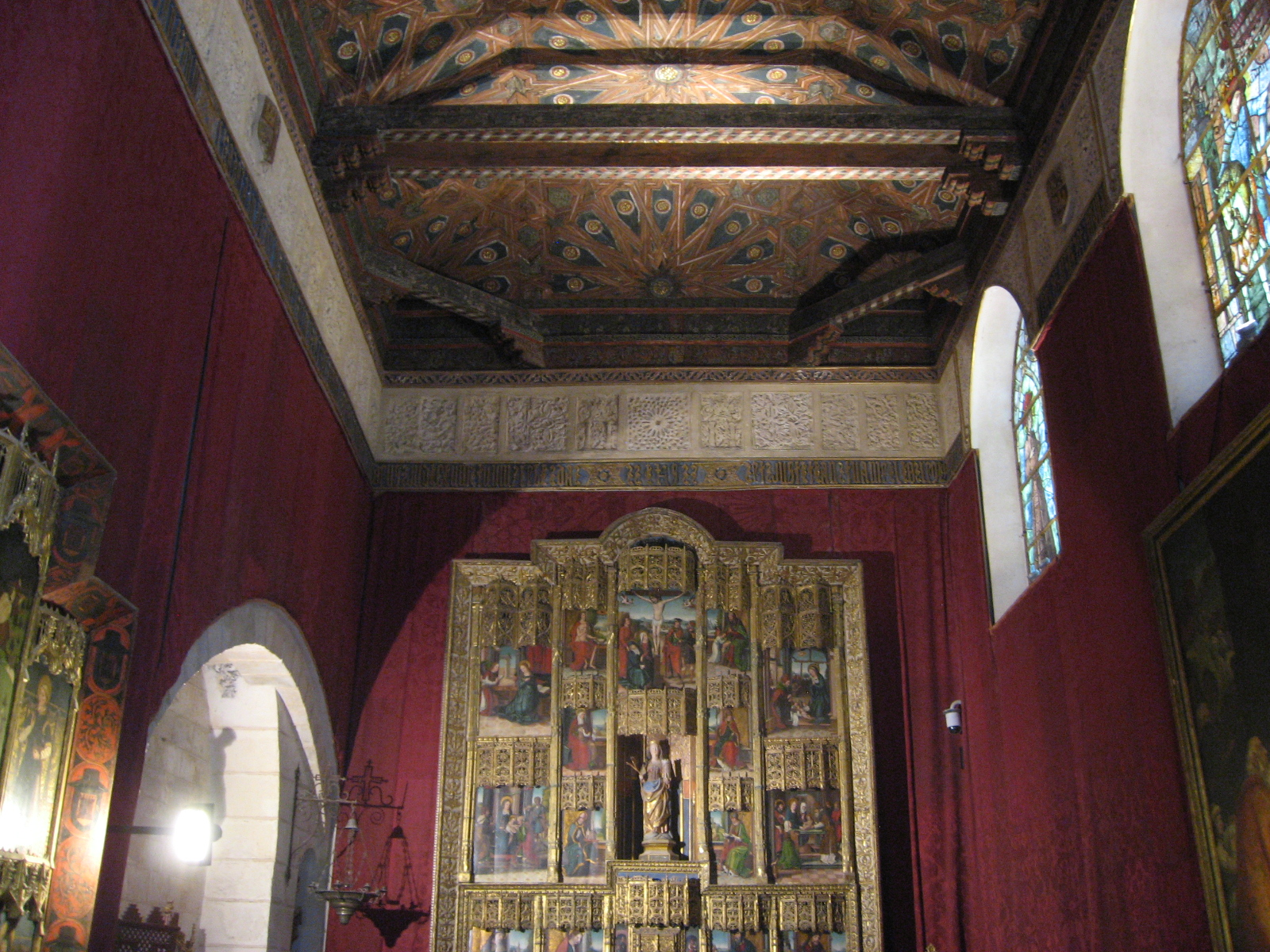
Kapelle
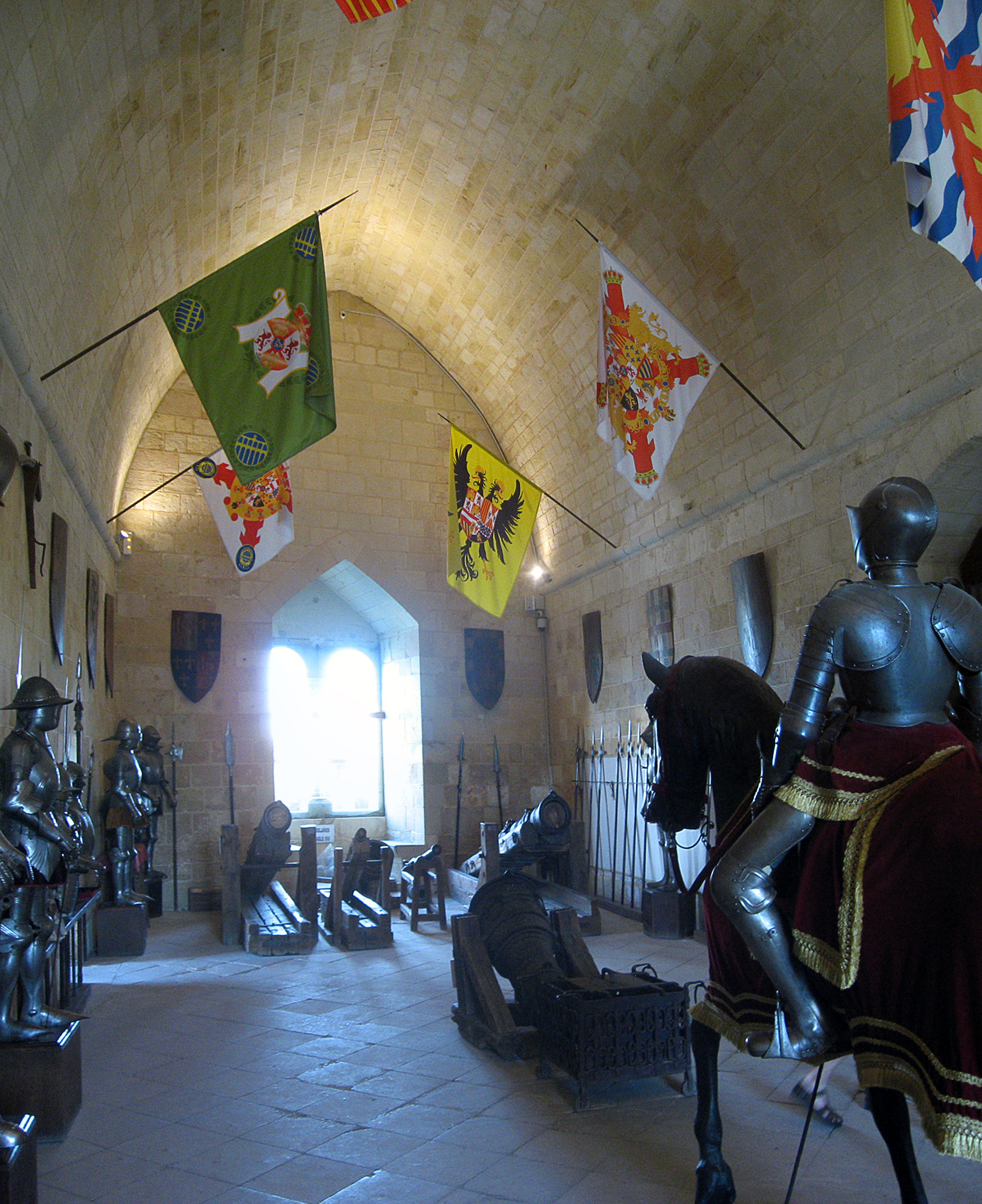
Waffensaal